# Phymatinae
Sous-famille
Les Phymatinae sont une sous-famille d'insectes hémiptères du sous-ordre des hétéroptères (punaises). En français, les Phymata sont appelées punaises-guitare, ou encore « punaise à pince de crabe ».

## Description
Les Phymatinae se caractérisent par une tête souvent aussi haute que longue, et angulaire, avec typiquement des buccules (sortes de renflements) qui cachent la base du rostre. La patte avant peut former une « chela », sorte de pince ravisseuse par le repli du tibia recourbé contre le fémur fortement enflé (Carcinocorini), ou contre le corps (Macrocephalini), ou avec le fémur avant enflé contre le corps armé d'épines ventrales (Themonocorini). Les tarses avant sont souvent fortement réduits ou absents. L'aile antérieure est souvent caractérisée par de petites cellules le long de la jonction entre la membrane et la corie (les parties coriacées et non coriacées de l'aile), et de nombreuses veines rayonnant en arrière à partir de ces cellules. Les antennes sont fréquemment en massue. 

## Biologie
Les Phymatinae sont des punaises prédatrices chassant à l'affut grâce à leurs pattes avant modifiées, d'où leur nom commun anglais d'« ambush bugs », c'est-à-dire « punaises embusquées ». Elles se cachent généralement dans des fleurs. L'espèce Phymata pennsylvanica a été observée en train de compléter son régime par du nectar en cas de proies trop rares, et l'espèce africaine Themonocoris kinkalanus a été observée en train de chasser des proies dans des nids de tisserins, dans des grappes de fruits de palmiers Elaeis ou dans des matériaux végétaux en décomposition.  
On a observé chez Phymata crassipes la production de signaux acoustiques.  
Chez Phymata fasciata, le mâle surveille la femelle avant et après l'accouplement.

## Répartition
Les Phymatinae sont présents sur tous les continents (excepté l'Antarctique), mais absents de Madagascar.

## Systématique

### Historique et dénomination
La sous-famille des Phymatinae a été décrite par l'entomologiste français Francis de Laporte de Castelnau en 1832. Elle a fait l'objet d'une première monographie par l'entomologiste autrichien Anton Handlirsch (1897), puis par Maa & Lin (1956) et par Nicholas A. Kormilev (1962), et enfin Kormilev et Froeschner (1987). D'autres travaux sur ce groupe ont été menés notamment par Jacques Carayon, Robert L. Usinger, P. Wygodinsky et Pieter Hendrik van Doesburg. 
Le statut des Phymatinae a longtemps été celui d'une famille, les Phymatidae, et le terme est encore utilisé dans certains ouvrages ou certains sites. Les étroites relations entre les Phymatinae et les Reduviidae avaient été établies dès 1869 par Jørgen M. C. Schiødte, mais rejetées par A. Handlirsch. Il a faut attendre les travaux de Jacques Carayon & al. pour les considérer comme une sous-famille des Reduviidae, une proposition confirmée par le travail de l'entomologiste américaine Christine Weirauch dans une perspective phylogénétique. Cette dernière confirme que les Themonocorini, considérés par van Doesburg comme une sous-famille à séparer en raison de l'absence de pattes ravisseuses est bien membre des Phymatinae, comme groupe frère de tous les autres Phymatinae.  
Les Phymatinae ont été divisées en quatre tribus, qui contiennent une trentaine de genres et près de 300 espèces décrites.

### Liste des tribus et des genres
Selon BioLib (1 août 2023) :
- tribu Carcinocorini Handlirsch, 1897
  - genre Carcinochelis Fieber, 1861
  - genre Carcinocoris Handlirsch, 1897
  - genre Chelocoris Bianchi, 1899
- tribu Macrocephalini Handlirsch, 1897
  - genre Agdistocoris Kormilev, 1962
  - genre Agreuocoris Handlirsch, 1897
  - genre Amblythyreus Westwood, 1841
  - genre Bakerinia Kormilev, 1962
  - genre Cnizocoris Handlirsch, 1897
  - genre Diurocoris Maa & Lin, 1956
  - genre Doesburgella Rédei & Jindra, 2013
  - genre Eurymnus Bergroth, 1917
  - genre Extraneza Barber, 1939
  - genre Glossopelta Handlirsch, 1897
  - genre Goellneriana van Doesburg, 2004
  - genre Hoberlandtiana Kormilev & van Doesberg, 1986
  - genre Kormilevida van Doesburg, 1997
  - genre Lophoscutus Kormilev, 1951
  - genre Macrocephalus Swederus, 1787
  - genre Metagreuocoris Villiers, 1965
  - genre Narina Distant, 1906
  - genre Oxythyreus Westwood, 1841
  - genre Parabotha Kormilev, 1984
  - genre Paragreuocoris Carayon, 1949
- tribu Phymatini Laporte, 1832
  - genre Anthylla Stål, 1876
  - genre Kelainocoris Kormilev, 1963
  - genre Neoanthylla Kormilev, 1951
  - genre Paraphymata Kormilev, 1962
  - genre Phymata Latreille, 1802
- tribu Themonocorini Carayon, Usinger & Wygodzinsky, 1958
  - genre Themonocoris Carayon, Usinger & Wygodzinsky, 1958
  - genre Koenigsbergia Popov, 2003 †

## Galerie

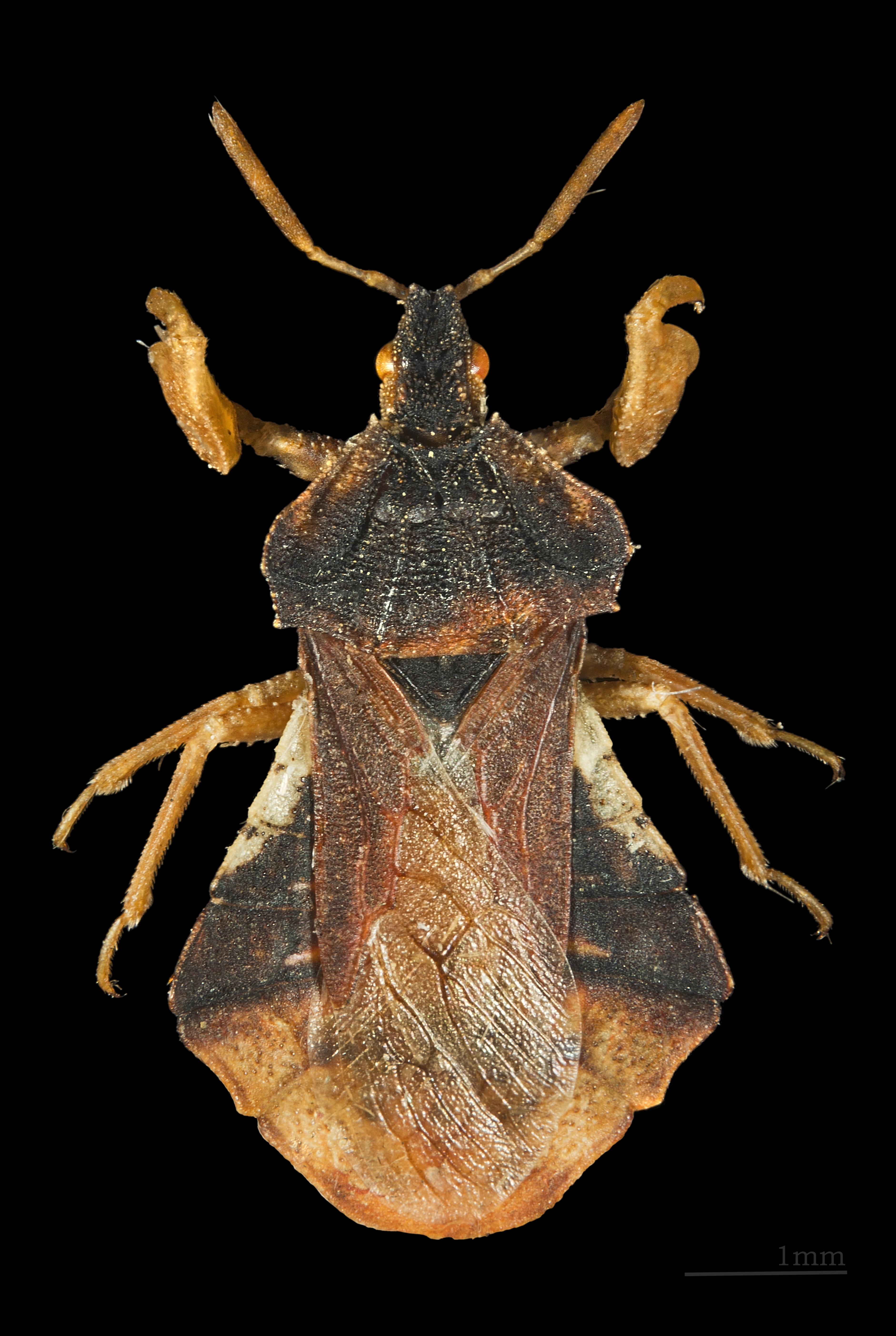
Phymatini: Phymata crassipes, la punaise-guitare, montrant les pattes avant modifiées en pinces.
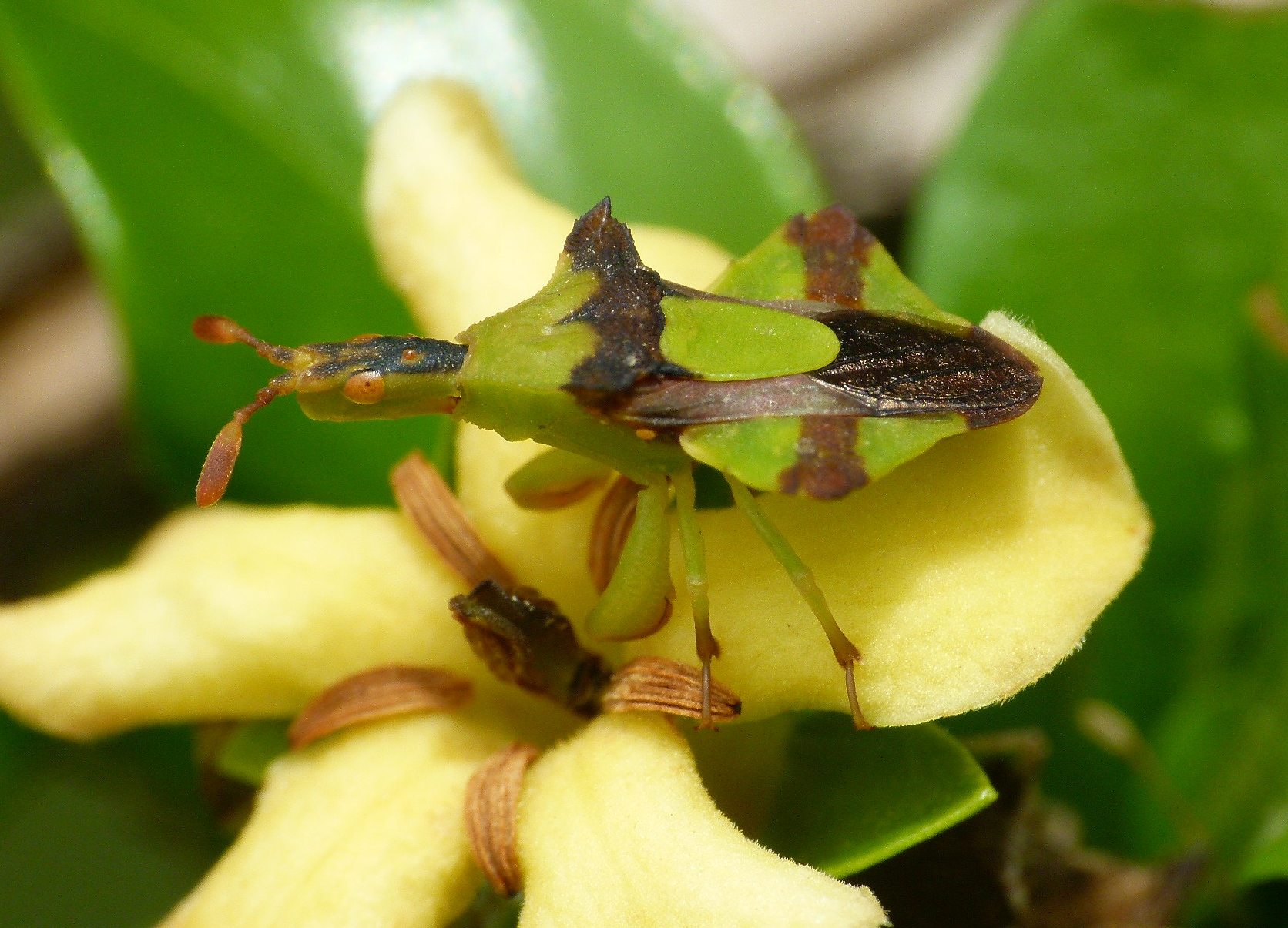
Macrocephalini: Amblythyreus sp. cf. intermedius, Inde
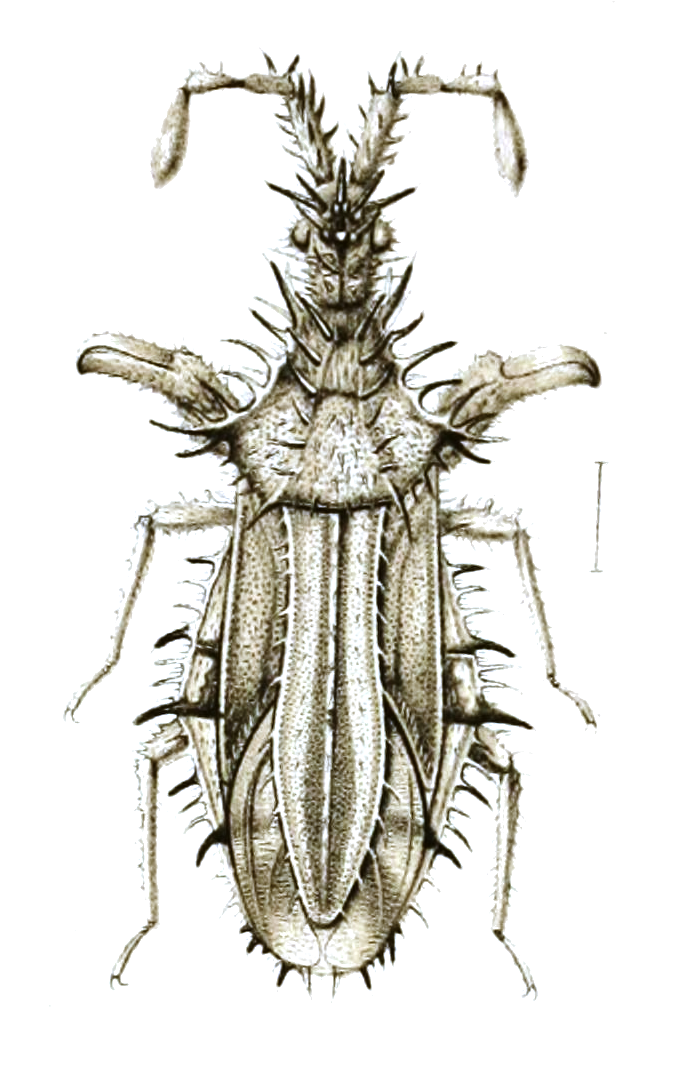
Carcinocorini: Carcinocoris binghami, dessin de M. Freih. v. Schlereth (Handlisch, 1897).
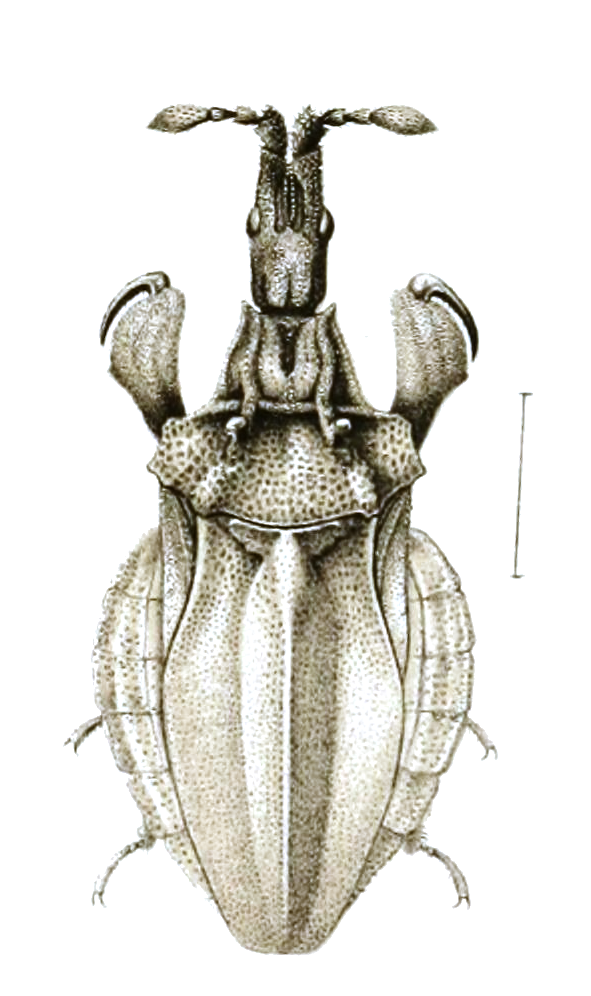
Macrocephalini: Lophoscutus affinis, dessin de M. Freih. v. Schlereth (Handlisch, 1897).
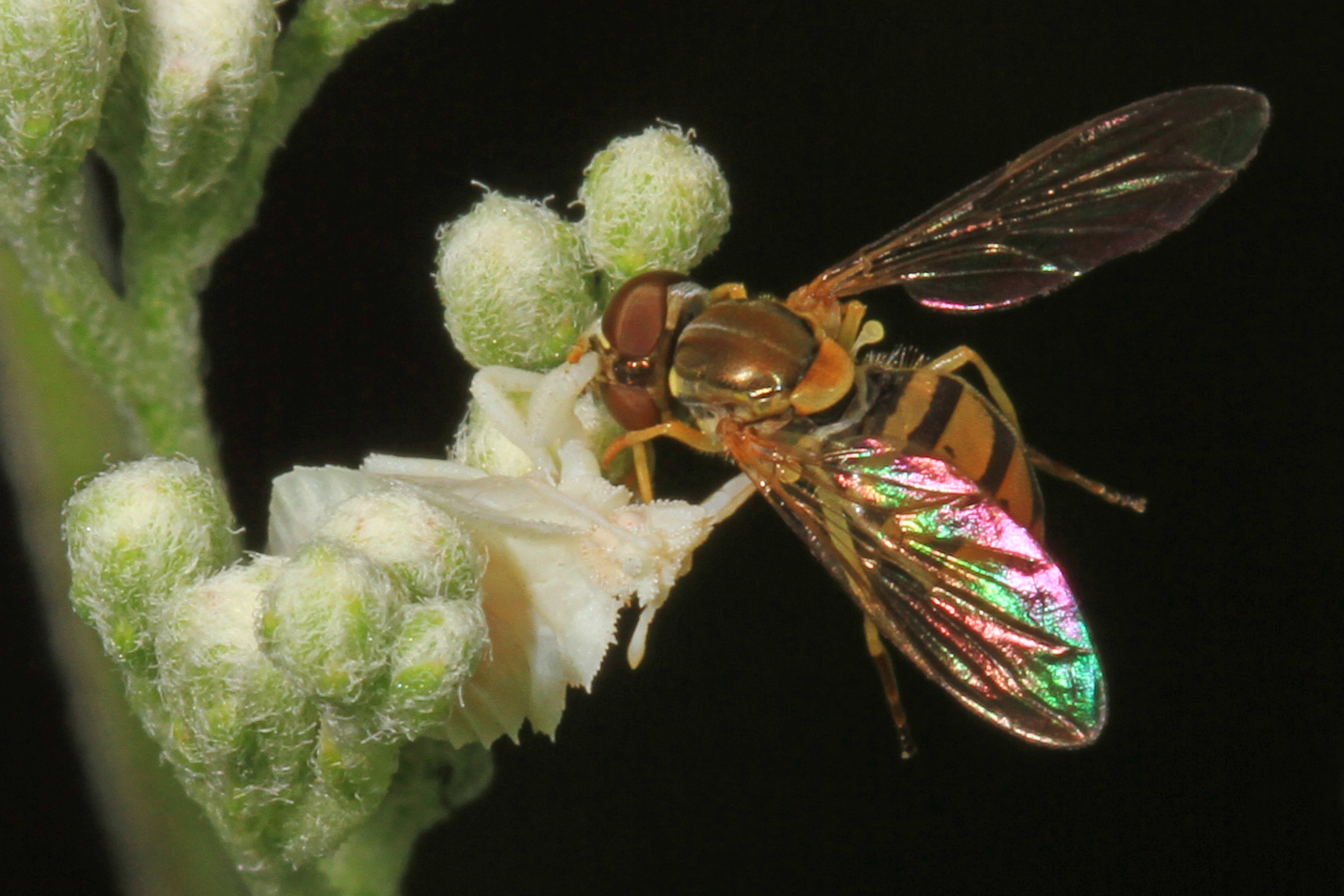
Une Phymata saisissant une Syrphe, Virginie (États-Unis).